# CosMo@暴走P
cosMo@暴走P（コスモアットぼうそうピー、1986年4月6日 - ）は、日本の男性ソングライター、DJ、ボカロP。音声合成ソフトVOCALOIDを用いた楽曲を主に制作し、インターネット上で発表している。愛称はこすもたん。同人音楽サークル「CHEMICAL SYSTEM LE」を主宰。血液型はA型。

## 概要
cosMoはVOCALOID2初音ミクのブームの黎明期から活躍するクリエイターの一人である。あえて人間らしい歌にすることにはこだわらず、高いテンポと高速でまくし立てる物語性のある歌詞などで人気を集める。楽曲では物語を表現することを重視しており、サークル「CHEMICAL SYSTEM LE」のメンバーであるGAiAが作詞を行った曲も、作品の物語について細かく打ち合わせをしているという。元々イラストレーターを目指していたこともあり、曲を動画で発表する際のイラストも手がける。
音楽は6歳から16歳までピアノを学び、大学時代に曲を作り始めmuzieにてInstrumentalの発表を行う。作曲は独学で、元々はイラストのサイトに誘導する目論見で音楽を作っていたのだという。初音ミクについては同じmuzieで活動していたOSTER projectが使用しているのを見たことをきっかけに興味を持ち、2007年10月よりニコニコ動画での楽曲発表を行い人気を集めるようになった。元々cosMoの名前で活動しており暴走Pという名前はニコニコ動画で2曲目に発表した「初音ミクの暴走」からつけられたものである（Pはプロデューサーの略）。
ニコニコ動画での楽曲発表や自主制作CDのリリースを行うとともに、2009年に女性歌手真優やチップチューンのミュージシャンヒゲドライバーとのコラボレートアルバムをLOiDよりリリース。2010年には「こすもたんCD出した方がいいって!」とデッドボールPから勧められたことをきっかけにアルバム『初音ミクの消失』をEXIT TUNESよりリリースし、メジャー・デビューした。cosMoは同一の世界観を描いた物語調の楽曲をシリーズ作品として発表しており、アルバム『初音ミクの消失』には初音ミクそのものをテーマとした「消失」シリーズ、真優とのコラボレーションのアルバム『少女の空想庭園+』には借り物のキャラクターでない完全オリジナルの物語を目指した「空想庭園」シリーズの楽曲が収録されている。
「消失」、「空想庭園」の両シリーズの後は、前シリーズより設定などをより作り込んだ「星ノ少女ト幻奏楽土」シリーズを発表し、2012年に同シリーズの楽曲を収録したセカンドアルバム『星ノ少女ト幻奏楽土』をリリースした。
また、音楽作品以外に、2012年に「消失」シリーズを元にした小説『初音ミクの消失-小説版-』、2014年に「星ノ少女ト幻奏楽土」シリーズを元にした小説『星ノ少女ト幻奏楽土』、2015年に「僕は空気が嫁ない」を元にした小説『僕は空気が嫁ない～オルタナティヴ・リミックス～』、「少女の空想庭園」シリーズを元にした小説『少女の空想庭園 ~わたし"たち"のファンタジア!! ~』が発売されている。
近年ではインスト楽曲の制作も増えているが、きっかけとなったのはコナミ社のSOUND VOLTEXシリーズで行われた楽曲公募「KAC2013オリジナル楽曲コンテスト」で初投稿したオリジナル楽曲である「For UltraPlayers」が最優秀楽曲の一つとして採用され、当時は15段階のLvを上回りLv16としてお披露目された為、非常にインパクトが強い公募採用となった。
同シリーズではIII GRAVITY WARS以降から譜面制作者であるEffecterの役割も担当しており、自身の楽曲の譜面を制作するケースも出てきている。

## 商業作品

### メジャー・アルバム
| 枚  | 発売日        | タイトル           | 最高位 | 規格品番   |
| --- | ------------- | ------------------ | ------ | ---------- |
| 1st | 2010年8月4日  | 初音ミクの消失     | 6位    | QWCE-10027 |
| 2nd | 2012年8月15日 | 星ノ少女ト幻奏楽土 | 9位    | QWCE-00242 |
| 3rd | 2015年9月2日  | For UltraPlayers   | 59位   | QWCE-00496 |

発売：EXIT TUNES、販売：ポニーキャニオン
- 『For UltraPlayers』（EXIT TUNES、2015年9月2日発売）
メジャー3rdアルバム。音楽ゲーム収録曲とVOCALOID曲を中心に全16曲を収録。ジャケットデザインはsyuri22が担当。
  1. 0=Xerostrumental=
  2. OverDriveTrain (Long Ver.)
  3. バンブーソード・ガール
  4. 僕は空気が嫁ない
  5. ラクガキスト
  6. Anti the∞HOLiC
  7. HΨ=世界創造=EΨ
  8. Monopole. (Long Ver.)
  9. G-garden (Long Ver.)
  10. UnivEarth (Album Ver.)
  11. XyHATTE (Album Ver.)
  12. ∞=Inftrumental=
  13. For UltraPlayers (Long Ver.)
  14. eternita (Album Ver.)
  15. バンブーソード・ガール (Ryu☆RMX)
  16. OverDriveTrain (Hommarju Remix)

### 同人アルバム
| 枚     | 発売日         | タイトル                               | 備考                                                      |
| ------ | -------------- | -------------------------------------- | --------------------------------------------------------- |
| 1st    | 2008年6月29日  | ∞ -InfinitY-                           |                                                           |
| 2nd    | 2008年12月29日 | 少女の空想庭園                         |                                                           |
| 3rd    | 2009年12月30日 | InfiniteHOLiC                          | ベストアルバム                                            |
| 4th    | 2010年12月31日 | Breaktime -ふたご+α な なかまたち-     |                                                           |
| 5th    | 2014年8月17日  | BPM200以上はおやつに含まれますか?      |                                                           |
| 6th    | 2016年12月31日 | cosMo＠暴走Pインストコレクション vol.1 |                                                           |
| 1st EP | 2017年4月30日  | うさぎ愛好会ジャッジメントディスク     |                                                           |
| 7th    | 2018年8月10日  | cosMo＠暴走Pインストコレクション vol.2 |                                                           |
|        | 2018年8月10日  | 初音ミクの消失 -Real And Repeat-       | 1stメジャーアルバム「初音ミクの消失」のリメイクアルバム。 |
| 8th    | 2019年12月31日 | cosMo＠暴走Pインストコレクション vol.3 |                                                           |
| 9th    | 2020年5月5日   | ゴシップの海                           |                                                           |

### コラボレーションアルバム
LOiDレーベルよりリリースされた作品については、レーベルの廃止に伴い2011年3月末ですべて廃盤となっている。
- 『少女の空想庭園+』（LOiD、2009年3月25日発売、HATCH-806）
「cosMo × 真優」名義で発売。女性歌手真優とのコラボレーションで、VOCALOIDを用いて発表し、2008年末にリリースした自主制作CD『少女の空想庭園』にも収録した曲のカバー6曲と、書き下ろし5曲を収録している[12][8]。歌唱はVOCALOIDではなく真優が担当している。
  1. Prologue1 少女の空想庭園
  2. Story1 恋泥棒とレモン色の月
  3. Story2 ネコとピアノとファンタジィ
  4. Story3 トゥインクル・トゥインクル・プリンセス
  5. Story4 放射系魔法少女ラジカルペイント・アグレシヴ
  6. Prologue2 園庭想空の女少（アンチ・ザ・ファンタジックガーデン）
  7. Story1 ループする初恋
  8. Story2 月明・昂揚・乱舞
  9. Story3 深海の街
  10. Story4 Θ
  11. Epilogue ストーリィ×テラー
- 『コスモドライバー∞UP』（LOiD、2009年10月28日発売、XNHT-11004）
「コスモドライバー」名義で発売。チップチューンを手がけるミュージシャンヒゲドライバーとのコラボレーションで、互いの曲をアレンジし収録している[6]。一部トラックで、cosMo自身が歌唱に参加している。ブックレットはsasakure.UKがデザインした。
  1. マイティボンジャック (Hey! speed Remix)
  2. 0 -zero-
  3. もえもえファンタジー
  4. COSMO BEAT
  5. mono-noke
  6. スーパーコスモドライバーブラザーズ・ステージ255BGM
  7. rakugaki.exe（ラクガキスト）[13]
  8. 覚醒フィールド
  9. Slash'n'Burn
  10. コスモドライバー昇天なう -GAME OVER-
  11. さらば人類
  12. コスモドライバーの消失 (Bonus track)

### シングル
- 『鏡音レンの暴走』（KarenT、2011年12月21日発売）
  - 初音ミクなどの発売元のクリプトン・フューチャー・メディアの直営のレーベル「KarenT（現:KARENT）」より発売。ネット配信のみ。

  1. 鏡音レンの暴走 (feat. 鏡音レン)

### 配信限定シングル
| 発売日         | タイトル                                                                          | レーベル                                                    |
| -------------- | --------------------------------------------------------------------------------- | ----------------------------------------------------------- |
| 2020年1月24日  | モノクロボイス                                                                    | CHEMICAL SYSTEM                                             |
| 2020年1月24日  | カラフルボイス                                                                    | CHEMICAL SYSTEM                                             |
| 2020年8月6日   | 天使光輪 / REDALiCE&cosMo@暴走P                                                   | HARDCORE TANO*C                                             |
| 2020年11月14日 | 不意打ちの感情発露は今期も未遂に終わる                                            | CHEMICAL SYSTEM                                             |
| 2020年11月14日 | θθしにたがりにつけるくすりθθ                                                      | CHEMICAL SYSTEM                                             |
| 2021年10月5日  | マシンガンポエムドール                                                            | CHEMICAL SYSTEM                                             |
| 2021年11月2日  | イマジナリイフレンド                                                              | CHEMICAL SYSTEM                                             |
| 2022年10月14日 | 初音天地開闢神話 (feat. 初音ミク)                                                 | CFM                                                         |
| 2023年3月3日   | ギザバ怪文書 (feat. 音街ウナ)                                                     |                                                             |
| 2023年6月23日  | カガリビバナ                                                                      |                                                             |
| 2023年8月23日  | Rise of the World                                                                 | CHEMICAL SYSTEM                                             |
| 2023年12月2日  | 戦闘!初音ミク                                                                     | Pokemon/Nintendo/Creatures/GAME FREAK./Crypton Future Media |
| 2023年12月27日 | ダイジョブですか?                                                                 | (自主レーベル)                                              |
| 2024年2月21日  | キノコがはえてる!! feat. 音街ウナ&初音ミク                                        | KARENT                                                      |
| 2024年3月7日   | Let's ミクササイズ!! feat. 初音ミク (「Fit Boxing feat. 初音ミク」書き下ろし楽曲) | KARENT                                                      |

### 配信限定EP
| 発売日         | タイトル         | 収録曲 |
| -------------- | ---------------- | --- |
| 2020年12月19日 | カイブンショ2020 | 1. アシンメトリー 2. サイコパスラヴ 3. デッドマンズバラッド 4. レイドボス:カタストロフィック・ラヴ                                   |
| 2022年9月12日  | ヤミナベ!!!!     | 1. シニガミちゃんは偏食家 feat.音街ウナ 2. チキン feat.v4 flower 3. 異常な音を出すガール feat.音街ウナ 4. ヤミナベ!!!! feat.初音ミク |

### 小説
- 『初音ミクの消失-小説版-』（一迅社、2012年7月20日発売）ISBN 978-4758043564
  - 原作：cosMo@暴走P / 著作：cosMo@暴走P、阿賀三夢也 / イラスト：夕薙
- 『初音ミクの消失-小説版-（文庫判）』（一迅社、2013年8月1日発売）ISBN 978-4758044615
- 『星ノ少女ト幻奏楽土』（一迅社、2014年2月4日発売） ISBN  978-4758045261
  - 著：cosMo@暴走P、syuri22 / イラスト：syuri22 / 原作：CHEMICAL SYSTEM LE（cosMo×GAiA×syuri22）
- 『僕は空気が嫁ない〜オルタナティヴ・リミックス〜』（ぽにきゃんBOOKS、2015年8月3日発売） ISBN 978-4865291513
  - 著：阿賀三夢也 / 原作・イラスト：cosMo@暴走P
- 『少女の空想庭園 〜わたし"たち"のファンタジア!!〜』（オーバーラップノベルス、2015年12月25日発売）[14]
  - 原案：CHEMICAL SYSTEM LE（cosMo×GAiA×syuri22） / 著：高野小鹿 / イラスト：茨乃

### ドラマCD
- 『少女の空想庭園 〜幸せな庭園より愛をこめて〜』（フロンティアワークス、2015年12月23日発売）[14][15]
cosMoの制作した楽曲群である「少女の空想庭園」シリーズのドラマCD化。小説版『少女の空想庭園 〜わたし"たち"のファンタジア!!〜』のキャラクターを使用した声優によるドラマパートと、cosMoによるリメイク版のシリーズ楽曲を織り交ぜて収録している。ジャケットイラストは茨乃による描き下ろし。
キャスト
  - 時森ハル：花守ゆみり
  - 時森ナツ：伊藤かな恵
  - シータ：能登麻美子
  - Dr.リアリスト：置鮎龍太郎

トラックリスト
  1. Scene.1 -プロローグ-
  2. Scene.2 「少女の空想庭園」
  3. Scene.3
  4. Scene.4 「園庭想空の女少（アンチ・ザ・ファンタジック・ガーデン）」
  5. Scene.5
  6. Scene.6 「Θ（かぷせる）」
  7. Scene.7
  8. Scene.8 「空想庭園依存症」
  9. Scene.9
  10. Scene.10 「ストーリィ×テラー」
  11. Scene.11 -エピローグ-
  12. エンディング「破壊と創造の空双庭園」

### 楽曲提供

#### CD
- 『EXIT TUNES PRESENTS Vocarhythm feat.初音ミク』（EXIT TUNES、2009年3月4日発売）
  - 初音ミクを用いた楽曲を収録したコンピレーション・アルバム。「初音ミクの消失」、「∞」を提供。
- 『LOiD-01 -LOiD's LOGiC-』（LOiD、2009年7月8日発売）
  - ネット上で活躍するクリエイターの楽曲を集めたコンピレーション・アルバム。「アカツキシアタ」を提供。
- 『EXIT TUNES PRESENTS Supernova』（EXIT TUNES、2009年12月2日発売）
  - ネットで人気のミュージシャンの楽曲を収録したコンピレーション・アルバム。「R‐18」を提供。
- 『EXIT TUNES PRESENTS Vocalolegend feat.初音ミク』（EXIT TUNES、2010年1月20日発売）
  - VOCALOIDを用いた楽曲を収録したコンピレーション・アルバム。irohaの「炉心融解」のアレンジ「炉心融解(Hard-R.K.mix)」を提供。
- 『LOiD-02 -postrock- LOiD's MiND』（LOiD、2010年3月17日発売）
  - VOCALOIDプロデューサーの曲を集めたコンピレーション・アルバム。「有機生命体進化論-オルガニックシアタ-」を提供。
- 『EXIT TUNES PRESENTS SUPER PRODUCERS BEAT MIXED BY Ryu☆』（EXIT TUNES、2010年4月7日発売）
  - Ryu☆（中原龍太郎）を初めとするダンストラック・クリエイター達が、様々なジャンルのネット上の人気曲をダンスアレンジ＆ノンストップメガミックスしたアルバム。「初音ミクの消失」のHommarjuによるアレンジ「ミクの消失(Hommarju Remix)」を収録。
- 『EXIT TUNES PRESENTS Vocalogenesis feat.初音ミク』（EXIT TUNES、2010年5月19日発売）
  - VOCALOIDを用いた楽曲を収録したコンピレーション・アルバム。「初音ミクの暴走 -Full ver.-」を提供。
- 『なないろ』（TEAM Entertainment、2010年5月19日発売）
  - 茶太のオリジナルアルバム。収録曲「恋する☆乙女」を作曲。
- 『EXIT TUNES PRESENTS Supernova 3』（EXIT TUNES、2010年7月7日発売）
  - ネットで人気のミュージシャンの楽曲を収録したコンピレーション・アルバム。GAiAとの共作による「分裂→破壊」を提供。
- 『初音ミク -Project DIVA- 2nd NONSTOP MIX COLLECTION』（ソニー・ミュージックダイレクト、2010年7月28日発売）
  - PlayStation Portable用リズムアクションゲームソフト『初音ミク -Project DIVA- 2nd』の公式コンピレーションアルバム。ゲームに提供した、GAiAとの共作による「初音ミクの激唱」のリミックスを収録。
- 『EXIT TUNES PRESENTS Vocaloanthems feat.初音ミク』（EXIT TUNES、2010年9月15日発売）
  - VOCALOIDを用いた楽曲を収録したコンピレーション・アルバム。「鏡音レンの暴走」とデッドボールPとの合作による「ひとりかくれんぼ」を提供。
- 『脳・内・再・醒〜ecphoric dance〜』（Sham.Studio、2010年9月15日発売）
  - MOSAIC.WAVのシングル。表題曲「脳・内・再・醒〜ecphoric dance〜」を作曲。
- 『ヒゲドライバー3UP』（LOiD、2010年11月24日発売）
  - ヒゲドライバーのアルバム。「R-18」を提供。
- 『EXIT TUNES PRESENTS Supernova 4』（EXIT TUNES、2010年12月15日発売）
  - ネットで人気のミュージシャンの楽曲を収録したコンピレーション・アルバム。「廃都アトリエスタにて」を提供。
- 『supercell tribute 〜Stowaways〜』（ソニー･ミュージックダイレクト、2011年1月17日発売）
  - アルバム『supercell』収録楽曲をリミックスしたトリビュート・アルバム。Sony Music Shopでの通信販売。cosMoによる「メルト」のリミックスを収録。
- 『EXIT TUNES PRESENTS 神曲を歌ってみた 4』（EXIT TUNES、2011年3月16日発売）
  - ネット上で人気の歌い手たちによる楽曲を収録したコンピレーション・アルバム。「初音ミクの暴走」を提供。歌い手はvip店長。
- 『EXIT TUNES PRESENTS GUMism from Megpoid』（EXIT TUNES、2011年3月16日発売）
  - Megpoidを用いた楽曲を収録したコンピレーション・アルバム。「家出少年と迷子少女」を提供。
- 『EXIT TUNES PRESENTS 煌百花繚乱舞踏会 feat. 神威がくぽ from がくっぽいど』（EXIT TUNES、2011年4月20日発売）
  - がくっぽいどを用いた曲を収録したコンピレーション・アルバム。GAiAとの共作による「Dr.リアリスト」を提供。
- 『DJ Lily Presents SUPER VOCALOID』（avex trax、2011年4月27日発売）
  - VOCALOID関連楽曲のノンストップリミックス・アルバム。「初音ミクの消失」のbakerによるリミックス「初音ミクの消失 -NTMG mix-」を提供。
- 『サオリリス 歌ってみた 初音ミク』（ソニー・ミュージックダイレクト、2011年4月27日発売）
  - サオリリスのアルバム。「初音ミクの消失」を提供。
- 『VOCALOID BEST from ニコニコ動画 (あか)』（ソニー･ミュージックダイレクト、2011年6月22日発売）
  - ニコニコ動画でVOCALOIDを用いて発表された曲を集めたベストアルバム。「初音ミクの消失」を提供。
- 『EXIT TUNES PRESENTS Vocalonation feat.初音ミク』（EXIT TUNES、2011年7月6日発売）
  - VOCALOIDを用いた楽曲を収録したコンピレーション・アルバム。GAiAとの共作による「修道少女と偶像少女」を提供。
- 『EXIT TUNES PRESENTS GUMitive from Megpoid』（EXIT TUNES、2011年9月7日発売）
  - Megpoidを用いた楽曲を収録したコンピレーション・アルバム。「童心少女と大人世界」を提供。
- 『EXIT TUNES PRESENTS Vocalocluster feat.初音ミク』（EXIT TUNES、2011年10月21日発売）
  - VOCALOIDを用いた楽曲を収録したコンピレーション・アルバム。「ディストピア・ジパング」を提供。
- 『永久のキズナ feat. Another Infinity』（ポニーキャニオン、2011年10月21日発売）
  - Daisy×Daisyのシングルのシングル。「名前を付けて保存」の編曲を担当。
- 『Glorious World』（EXIT TUNES、2011年11月2日発売）
  - 蝶々Pのオリジナルアルバム。cosMoによる「え?あぁ、そう。」のリミックスを収録。
- 『初音ミク-Project DIVA- extend Complete Collection』（ソニー・ミュージックダイレクト、2011年11月9日発売）
  - ゲームソフト『初音ミク -Project DIVA- extend』の公式コンピレーションアルバム。ゲームに提供した「初音ミクの消失」、「初音ミクの激唱」を収録。
- 『初音ミク DANCE REMIX Vol.1』（ビクターエンタテインメント、2011年12月7日発売）
  - VOCALOID関連楽曲のダンスリミックスアルバム。「初音ミクの消失」のMoonbugによるリミックス「初音ミクの消失 Moonbug remix」を収録。
- 『太鼓の達人 オリジナルサウンドトラック「ドンダフル!」』（日本コロムビア、2011年12月21日発売）
  - 音楽ゲーム『太鼓の達人』のサウンドトラック。ゲームに提供した「初音ミクの消失－劇場版－」を収録。
- 『EXIT TUNES PRESENTS Vocalogemini feat.鏡音リン、鏡音レン』（EXIT TUNES、2012年4月4日発売）
  - 鏡音リン・レンを用いた楽曲を収録したコンピレーション・アルバム。「鏡音レンの暴走」を提供。
- 『トモシビアブラ』（EXIT TUNES、2012年6月20日発売）
  - 灯油のアルバム。「ディストピア・ジパング」を提供。
- 『EXIT TUNES PRESENTS VocaloVanguard feat. 初音ミク fast』（EXIT TUNES、2012年7月18日発売）
  - VOCALOIDを用いた楽曲を収録したコンピレーション・アルバム。ヴィレッジヴァンガード限定発売。「初音ミクの消失」を提供。
- 『初音ミク 5thバースデー ベスト〜impacts〜』（ドワンゴ・ミュージックエンタテインメント、2012年8月1日発売）
  - 初音ミク発売5周年を記念したベストアルバム。「初音ミクの消失」を提供。販売はソニー・ミュージックダイレクト。
- 『EXIT TUNES PRESENTS Vocaloconnection feat.初音ミク』（EXIT TUNES、2012年8月1日発売）
  - VOCALOIDを用いた楽曲を収録したコンピレーション・アルバム。「0 → ∞への跳動」を提供。
- 『GUMI ROCK』（dmARTS、2012年9月26日発売）
  - Megpoidを用いたロック曲を収録したコンピレーション・アルバム。「ディストピア・ジパング」を提供。
- 『V-box』（dmARTS、2012年10月31日発売）
  - まらしぃのピアノアルバム。「初音ミクの消失」を提供。
- 『VOCALOID3 Library MAYU』（EXIT TUNES、2012年12月5日発売）
  - VOCALOIDソフト『MAYU』のパッケージ版。特典としてMAYUを用いた楽曲を収録したコンピレーション・アルバム（2枚組音楽CD）が同梱されており、「エスケープ・フロム・ディストピア」を提供。
- 『KARENT presents ゆきのねいろ feat. 初音ミク』（KARENT、2013年2月5日発売）
  - VOCALOIDを用いた楽曲を収録したコンピレーション・アルバム。レーベル「KARENT」による限定生産販売。「廃都アトリエスタにて」を提供。
- 『トーキョープレジャーグラウンド』（EXIT TUNES、2013年2月20日発売）
  - 灯油のアルバム。「ガラクタネバーランド」を提供。
- 『EXIT TUNES PRESENTS Vocalosensation feat.初音ミク』（EXIT TUNES、2013年2月20日発売）
  - VOCALOIDを用いた楽曲を収録したコンピレーション・アルバム。「ラクガキスト」を提供。
- 『初音ミク -Project DIVA- F Complete Collection』（ソニー・ミュージックダイレクト、2013年3月6日発売）
  - ゲームソフト『初音ミク -Project DIVA- F』の公式コンピレーションアルバム。ゲームに提供した「Sadistic.Music∞Factory」を収録。
- 『EXIT TUNES PRESENTS Vocalotwinkle feat.鏡音リン、鏡音レン』（EXIT TUNES、2013年3月20日発売）
  - 鏡音リン・レンを用いた楽曲を収録したコンピレーション・アルバム。「ミュージック∞ファクトリー」を提供。
- 『EXIT TUNES PRESENTS Vocaloextra feat.GUMI・IA・MAYU』（EXIT TUNES、2013年6月5日発売）
  - GUMI・IA・MAYUを用いた楽曲を収録したコンピレーション・アルバム。「黒猫アンティーク（a.k.a.cosMo@暴走P）」名義で「HΨ=世界創造=EΨ」を提供。
- 『EXIT TUNES PRESENTS GUMity from Megpoid』（EXIT TUNES、2013年8月7日発売）
  - GUMIを用いた楽曲を収録したコンピレーション・アルバム。「黒猫アンティーク（a.k.a.cosMo@暴走P）」名義で「少年ノアとΦの邂逅」を提供。
- 『EXIT TUNES PRESENTS Vocaloexist feat. GUMI、IA、MAYU』（EXIT TUNES、2013年10月2日発売）
  - GUMI・IA・MAYUを用いた楽曲を収録したコンピレーション・アルバム。「僕は空気が嫁ない」を提供。
- 『EXIT TUNES PRESENTS Vocalofuture feat. 初音ミク』（EXIT TUNES、2013年11月6日発売）
  - VOCALOIDを用いた楽曲を収録したコンピレーション・アルバム。「終点」を提供。
- 『True Blue...』（KONAMI、2013年12月25日発売）
  - dj TAKA（石川貴之）のアルバム。D.J.Amuro（TAKAの別名義）の「F」（『beatmania IIDX 19 Lincle』収録曲）のアレンジ「F -cosmobsp remix-」を提供。
- 『「うた結い575」小豆と抹茶 きゃらそんこれくしょん!!』（EXIT TUNES、2014年2月5日発売）
  - project575のキャラクターソングアルバム。「Go! sHicHi! Go!」を提供。
- 『EXIT TUNES PRESENTS Vocalofanatic feat. GUMI、IA、MAYU』（EXIT TUNES、2014年2月5日発売）
  - GUMI・IA・MAYUを用いた楽曲を収録したコンピレーション・アルバム。「ディストピア・ロックヒーロー」を提供。
- 『夜更けにレコグと宙に舞う』（EXIT TUNES、2014年5月12日発売）
  - recogのアルバム。「僕は空気が嫁ない」を提供。
- 『Memories of GUMI 2009-2013 feat. Megpoid < 上巻 >』（SPUTONIC、2014年6月26日発売）
  - Megpoid発売5周年を記念したメモリアルアルバム。「童心少女と大人世界」を提供。
- 『初音ミク Thank you 1826 Days〜SEGA feat. HATSUNE MIKU Project 5th Anniversary Selection〜』（ソニー・ミュージックレーベルズ、2014年9月17日発売）
  - 「初音ミク×セガ」プロジェク5周年を記念したサウンドトラックアルバム。「初音ミクの激唱」、「Sadistic.Music∞Factory」を提供。
- 『EXIT TUNES PRESENTS ACTORS2』（EXIT TUNES、2014年9月17日発売）
  - 男性声優とVOCALOID曲のコラボをコンセプトとしたコンピレーション・アルバム。「Dr.リアリスト」を提供。声優は速水奨。
- 『flower「debut」』（ガイノイド、2014年10月1日発売）
  - VOCALOID『flower（フラワ）』のファーストアルバム。「シャノワールの冒険書」を提供。初回生産限定盤DVDには同曲のMVも提供。
- 『Download feat.初音ミク』（Victor、2014年12月10日発売）
  - 『Upload feat.Vocalist』と対になる、「初音ミク×歌い手」をテーマにしたコンセプトアルバム。「初音ミクの消失（feat.石川綾子）」を提供。こちらは初音ミク版となる。
- 『Upload feat.Vocalist』（Victor、2014年12月10日発売）
  - 『Download feat.初音ミク』と対になる、「初音ミク×歌い手」をテーマにしたコンセプトアルバム。「初音ミクの消失（feat.石川綾子）」を提供。こちらは「弟の姉」歌唱版となる。
- 『SOUND VOLTEX ULTIMATE TRACKS -LEGEND OF KAC-』（KONAMI、2015年3月4日発売）
  - 音楽ゲーム『SOUND VOLTEX』シリーズのサウンドトラック。「For UltraPlayers」を提供。
- 『beatmania IIDX 22 PENDUAL ORIGINAL SOUND TRACK』（KONAMI、2015年3月4日発売）
  - 音楽ゲーム『beatmania IIDX 22 PENDUAL』のサウンドトラック。「Monopole.」を提供。
- 『えとたま キャラクターソングミニアルバム②「ETMファイティングクライマックス! 本気の師匠チャレンジ編」』（ポニーキャニオン、2015年6月3日発売）
  - アニメ『えとたま』のキャラクターソングミニアルバム第2弾。書き下ろし楽曲「激凸!?ウリティ☆ウリリズム」を提供。
- 『REFLEC BEAT groovin'!! Upper ORIGINAL SOUNDTRACK』（KONAMI、2015年7月1日発売）
  - 音楽ゲーム『REFLEC BEAT groovin'!! Upper』のサウンドトラック。「OverDriveTrain」とその書き下ろしロングバージョン「OverDriveTrain(Crazy and Chaos Extend)」を提供。
- 『ビビッドカラーズ〜灯油ベスト〜』（EXIT TUNES、2015年9月2日発売）
  - 灯油のベストアルバム。「ガラクタネバーランド」を提供。初回生産分限定特典DVDに同曲のMVも収録。
- 『EXIT TUNES PRESENTS Vocalocreation feat.初音ミク』（EXIT TUNES、2016年9月21日発売）
  - VOCALOIDを用いた楽曲を収録したコンピレーション・アルバム。「#誰かこの痛みに名前をつけてください」を提供。

#### 配信
- 『retimer』（KarenT、2010年10月11日発売）
  - 元はサークル「なぎみそ。SYS」によるリミックス楽曲オンリーの同人コンピレーションアルバムで、レーベル「KarenT（現:KARENT）」による配信。irohaの「炉心融解」のcosMoによるアレンジ「炉心融解 Hard-R.K.R3.1 mix」を収録。
- 『Glorious World』（KARENT、2012年8月10日発売）
  - 元はEXIT TUNES発売の蝶々Pのオリジナルアルバムで、レーベル「KARENT」による配信。cosMoによる「え?あぁ、そう。」のリミックスを収録。
- 『HATSUNE MIKU EXPO 2014 IN INDONESIA』（KARENT、2014年10月6日発売）
  - 2014年5月28日・29日にインドネシアの首都ジャカルタで開催された公式イベント『HATSUNE MIKU EXPO 2014 IN INDONESIA』の初音ミクライブコンサートの音源をまとめたアルバム。「初音ミクの激唱」のライブ音源である「初音ミクの激唱 -MIKU EXPO 2014 in INDONESIA Live-」を収録。

#### DVD
- 『初音ミクVision』（ポニーキャニオン、2011年7月20日発売）
  - VOCALOID関連作品のPV集。金子翔による「初音ミクの消失 -DEAD END-」のPVを収録。
- 『Vocalo Vision feat.初音ミク』（ポニーキャニオン、2011年12月21日発売）
  - VOCALOID関連作品のPV集。cosMo自身の制作による「修道少女と偶像少女」のPVと、ブラザーPによる「初音ミクの戸惑」のPVを収録。
- 『100％GUMI宣言！-Megpoid VIDEO CLIP COLLECTION + LIVE』（エイベックス・マーケティング、2012年3月14日発売）
  - GUMI関連作品のPV集。cosMo自身の制作による「家出少年と迷子少女」のPVを収録。
- 『創造Endless』（ジェネオン・ユニバーサル、2012年11月28日発売）
  - 三重の人によるVOCALOID関連作品のPV集。「さよなら常識空間」のPVを収録。

## 商業ゲーム
--記載があるものは：曲名 / アーティスト名：で掲載。

### 初音ミク -Project DIVA-
- 『初音ミク -Project DIVA-』（2009年7月2日発売、PlayStation Portable)
  - ゲーム内でプレイできる楽曲として「初音ミクの消失」を提供。
- 『初音ミク Project DIVA Arcade』（2010年6月23日稼働、アーケード）
  - ゲーム内でプレイできる楽曲として「初音ミクの消失」を提供。
  - 2012年2月23日より追加配信のプレイ楽曲として「Storyteller」名義で「初音ミクの激唱」を提供。
- 『初音ミク -Project DIVA- 2nd』（2010年7月29日発売、PlayStation Portable）
  - ゲーム内でプレイできる楽曲として「初音ミクの激唱」、初音ミク用のモジュール（コスチューム）として「∞」を提供。
  - 2010年9月30日より追加配信のプレイ楽曲として「初音ミクの消失」を提供[16]。
- 『初音ミク -Project DIVA- extend』（2011年11月10日発売、PlayStation Portable）
  - ゲーム内でプレイできる楽曲として「初音ミクの消失」、「Storyteller」名義で「初音ミクの激唱」を提供。
- 『初音ミク -Project DIVA- f』（2012年8月30日発売、PlayStation Vita）
  - ゲーム内でプレイできる楽曲として「Sadistic.Music∞Factory」、初音ミク用のモジュールとして「わがまま工場長」、イラストを提供。
- 『初音ミク -Project DIVA- F』（2013年3月7日発売、PlayStation 3）
  - ゲーム内でプレイできる楽曲として「Sadistic.Music∞Factory」、初音ミク用のモジュールとして「わがまま工場長」、イラストを提供。
- 『初音ミク -Project DIVA- F 2nd』（2014年3月27日発売、PlayStation 3 / PlayStation Vita）
  - ゲーム内でプレイできる楽曲として「Storyteller」名義で「初音ミクの激唱」、初音ミク用のモジュールとして「∞」を提供。
- 『初音ミク Project DIVA Arcade Future Tone』（2013年11月21日稼働、アーケード）
  - 2015年5月28日より追加配信のプレイ楽曲として「Sadistic.Music∞Factory」を提供
- 『初音ミク -Project DIVA- X』（2016年3月24日発売、PlayStation Vita / 2016年秋発売、PlayStation 4）
  - ゲーム内でプレイできる楽曲として「終極のメドレー 〜超絶技巧暴走組曲〜」（「初音ミクの消失」、「裏表ラバーズ（作曲：wowaka）」、「Sadistic.Music∞Factory」、「二次元ドリームフィーバー（作曲：PolyphonicBranch）」、「初音ミクの激唱」のメドレー楽曲）を提供。

### ミュージックガンガン!
- 『ミュージックガンガン! 2』（2011年1月27日稼働、アーケード）
  -     - ゲーム内でプレイできる楽曲として「初音ミクの消失」を提供。

### 太鼓の達人
- 『太鼓の達人 ぽ〜たぶるDX』（2011年7月14日発売、PlayStation Portable）
  - ゲーム内でプレイできる楽曲として「初音ミクの激唱」を提供（『初音ミク -Project DIVA- 2nd』からのゲームミュージック扱い）。
  - 2012年2月9日より追加配信のプレイ楽曲として「初音ミクの消失-劇場版-」を提供（ナムコオリジナル扱い）。
- 『太鼓の達人（新無印）』（2011年11月16日稼働、新筐体1作目、アーケード）
  - ゲーム内でプレイできる楽曲として「初音ミクの消失-劇場版-」を提供（ナムコオリジナル扱い[17]）。
- 『太鼓の達人 ちびドラゴンと不思議なオーブ』（2012年7月12日発売、ニンテンドー3DS）
  - ゲーム内でプレイできる楽曲として「初音ミクの消失-劇場版-」を提供（ナムコオリジナル扱い）。
- 『太鼓の達人Wii 超ごうか版』（2012年11月29日発売、Wii）
  - ゲーム内でプレイできる楽曲として「初音ミクの消失-劇場版-」を提供（ナムコオリジナル扱い）。
- 『太鼓の達人 Wii Uば〜じょん!』（2013年11月21日発売、Wii U）
  - 2014年4月23日より無料DLCにて追加配信のプレイ楽曲として「初音ミクの消失-劇場版-」を提供。
- 『太鼓の達人 イエローVer.』（2017年3月15日稼働、新筐体9作目、アーケード）
  - 2017年10月13日より第4回天下一音ゲー祭の先行配信曲として「cosMo vs dj TAKA」（dj TAKAとの合作）名義で「極圏」を提供。（ゲームミュージック扱い[18]）
- 『太鼓の達人 Nintendo Switchば～じょん！』
  - 2018年9月13日より有料DLCにて追加配信のプレイ楽曲として「初音ミクの消失-劇場版-」を提供。
- 『太鼓の達人 セッションでドドンがドン！』
  - 2017年12月21日より有料DLCにて追加配信のプレイ楽曲として「初音ミクの消失-劇場版-」を提供。
  - 2019年2月28日より有料DLCにて追加配信のプレイ楽曲として「初音ミクの激唱」を提供。
- 『太鼓の達人 ブルーVer.』(2018年3月15日稼働、新筐体10作目、アーケード)
  - 2018年7月21日より追加配信のプレイ楽曲として「ダンガンノーツ」を提供。（ナムコオリジナル扱い）
- 『太鼓の達人 グリーンVer.』(2019年3月14日稼働、新筐体最終作、アーケード)
  - 2019年6月27日より追加配信のプレイ楽曲として「カラフルボイス」を提供(ナムコオリジナル扱い[17])。
  - 2019年12月22日より追加配信のプレイ楽曲として「モノクロボイス」を提供(ナムコオリジナル扱い[17])。
- 『太鼓の達人 プラス★新曲取り放題！』（iOS/Android）
  - 「初音ミクの激唱」（ボーカロイド扱い）
  - 「初音ミクの消失-劇場版-」（ボーカロイド扱い）
  - 「ダンガンノーツ」（ナムコオリジナル扱い）
  - 「カラフルボイス」（ボーカロイド扱い）
  - 「モノクロボイス」（ボーカロイド扱い）
  - 「4+1のそれぞれの未来」（ボーカロイド扱い）
- 『太鼓の達人 ニジイロVer.[19]』(2020年3月24日稼働、"新"新筐体1作目、アーケード)
  - 2021年5月27日より段位道場(十段)の課題曲及び通常プレイ楽曲として「4+1のそれぞれの未来」を提供(ナムコオリジナル/ボーカロイド扱い)。
  - 2024年8月1日より追加配信のプレイ楽曲として「POLARiSNAUT」を提供(ナムコオリジナル扱い)。
  - 2024年12月21日より追加配信のプレイ楽曲として「CRUXNAUT」を提供(ナムコオリジナル扱い)。
- 『太鼓の達人 Pop Tap Beat』(2021年4月2日配信、iOS/Android/Apple Arcade)
  - 2021年9月27日より追加配信のプレイ楽曲として「4+1のそれぞれの未来」を提供（ボーカロイド扱い）。
- 『太鼓の達人　ドンダフルフェスティバル』（2022年9月22日発売、Nintendo Switch）
  - ゲーム内でプレイできる楽曲として「ダンガンノーツ」「カラフルボイス」「モノクロボイス」を提供（ダンガンノーツのみナムコオリジナル扱い、その他はボーカロイド扱い）。
- 『太鼓の達人 RHYTHM CONNECT』(2024年春配信予定[20]、iOS/Android)
  - ゲーム内でプレイできる楽曲として「ダンガンノーツ」「初音ミクの消失 -劇場版-」「4+1のそれぞれの未来」「カラフルボイス」「モノクロボイス」を提供（ダンガンノーツのみナムコオリジナル扱い、その他はボーカロイド扱い）。

### SOUND VOLTEX
SOUND VOLTEX BOOTH
- ゲーム内でプレイできる楽曲としてDJ YOSHITAKAの「Evans」（『jubeat』収録曲）のアレンジ「Evans VolteX Pf arrange」を提供[21]。
- 2012年4月26日より追加配信のプレイ楽曲として少年ラジオの「neu」（『pop'n music 15 ADVENTURE』収録曲）のアレンジ「neu BSP style」を提供、および同曲のジャケットイラストを担当[22]。
- 2012年11月2日より追加配信のプレイ楽曲として「エスケープ・フロム・ディストピア」を提供（EXIT TUNES楽曲扱い）、および同曲のジャケットイラストを担当[23]。
- 2012年11月16日より追加配信のプレイ楽曲として「ディストピア・ジパング」を提供（EXIT TUNES楽曲扱い）、および同曲のジャケットイラストを担当[24]。

SOUND VOLTEX II -infinite infection-
- 2013年7月18日より追加配信のプレイ楽曲として「ラクガキスト」を提供（EXIT TUNES楽曲扱い）、および同曲のジャケットイラストを担当[25]。
- 2013年8月2日より追加配信のプレイ楽曲として「黒猫アンティーク」名義で「HΨ=世界創造=EΨ」を提供（EXIT TUNES楽曲扱い）、および同曲のジャケットイラストを担当[26]。
- 2013年12月21日に行われた「KONAMI Arcade Championship 2013」の『SOUND VOLTEX II -infinite infection-』部門・決勝ラウンドの課題曲のひとつとして「For UltraPlayers」を提供（「SOUND VOLTEX FLOOR KAC2013オリジナル楽曲コンテスト」最優秀賞受賞作）。この楽曲は2013年12月27日よりプレイ楽曲として正式配信[27]。特に「For UltraPlayers」EXHAUSTは2曲しかない最高レベルの16[28]。
- 2014年5月1日より追加配信のプレイ楽曲として「終点」を提供（EXIT TUNES楽曲扱い）、および同曲のジャケットイラストを担当[29]。
- 2014年6月26日より追加配信のプレイ楽曲として「バンブーソード・ガール」を提供（EXIT TUNES楽曲扱い）、および同曲のジャケットイラストを担当[30]。
- 2014年8月7日より追加配信のプレイ楽曲として「僕は空気が嫁ない」を提供（EXIT TUNES楽曲扱い）、および同曲のジャケットイラストを担当[31]。

SOUND VOLTEX III GRAVITY WARS
- 2015年8月13日より追加配信のプレイ楽曲として「Antinomic Paradox」名義で「UnivEarth」を提供（siromaruとの合作）[32]。
- 2015年8月21日より追加配信のプレイ楽曲として「cosMo@暴走Ultimate」名義で「XyHATTE」を提供（EXIT TUNES楽曲扱い）[33]。
- 2015年8月28日より追加配信のプレイ楽曲として「eternita」「消失」「暴走」の3曲を提供（後者2曲はEXIT TUNES楽曲扱い）、および後者2曲のジャケットイラストを担当[34]。
- 2016年8月25日より追加配信のプレイ楽曲として「ANTI THE∞HOLIC」「0=Xerostrumental=」の2曲を提供（EXIT TUNES楽曲扱い）、および2曲のジャケットイラストとエフェクトを担当。
- 2016年10月14日よりAOU店舗のみの追加配信として「cosMo vs dj TAKA」（dj TAKAとの合作）名義で「極圏」を提供。その後2017年3月17日より一般店舗にも配信された。

SOUND VOLTEX IV HEAVENLY HAVEN
- BlueMoon Princess / うさぎ愛好会(cosMo×syuri22)
- Divine's or Deal / winddrums vs cosMo -(winddrums(山本真央樹)との合作)
- Gamerz FestivaL / うさぎ愛好会(cosMo×syuri22)
- Second Heaven GravityPfArrange / cosMo@暴走P
- ULTiMATE INFLATiON / cosMo@暴走Genocider[35]
- ボーイミーツ・ブルー / うさぎ愛好会(cosMo×syuri22)
- サイコパスラビット / うさぎ愛好会 PSYCHOPATH(cosMo×syuri22)[36]
- 誰が為に兎は舞う＝狂速狂騒曲＝ / うさぎ愛好会(cosMo×syuri22) - 東方アレンジ楽曲公募の採用曲。原曲は「狂気の瞳　～東方永夜抄～」

SOUND VOLTEX VIVID WAVE
- THE凸GENERATOR / cosMo@暴走P
- 無魎大数 / cosMo@暴走P
- θコトノハθカプセルθ / cosMo@暴走P -ボーカルとして音街ウナの音源が使用されている[37][38]

### REFLEC BEAT
- 『REFLEC BEAT plus』（2011年11月24日配信開始、iOS）
  - 2012年12月28日より追加配信の有料コンセプトパック「EXIT TUNES PACK」のプレイ楽曲の1曲として「エスケープ・フロム・ディストピア」を提供（EXIT TUNES楽曲扱い）、および同曲のジャケットイラストを担当。
  - 2013年11月29日より追加配信の有料コンセプトパック「EXIT TUNES PACK vol.4」のプレイ楽曲の1曲として「ラクガキスト」を提供（EXIT TUNES楽曲扱い）、および同曲のジャケットイラストを担当。
- 『REFLEC BEAT colette』（2012年11月14日稼働、アーケード）
  - 2013年9月3日より「-Summer-」バージョンにおける追加配信のプレイ楽曲として「ラクガキスト」を提供（『SOUND VOLTEX II』からのキャンペーン移植曲扱い）、および同曲のジャケットイラストを担当[39]。
- 『REFLEC BEAT groovin'!!』（2014年6月4日稼働、アーケード）
  - 2014年6月26日より追加配信のプレイ楽曲として「バンブーソード・ガール」を提供（EXIT TUNES楽曲扱い）、および同曲のジャケットイラストを担当[30]。
  - 2014年8月3日開催の「EXIT TUNES ACADEMY FINAL SPECIAL 2014」に伴い、同年8月2・3日にさいたまスーパーアリーナ会場内に設置された「BEMANIゲーム無料体験コーナー」にて、会場限定の先行プレイ楽曲として「ガラクタネバーランド」を提供（EXIT TUNES楽曲扱い）、および同曲のジャケットイラストを担当。2014年8月7日より正式に追加配信[40]。
  - 2014年11月20日より「Upper」バージョンにおける追加配信のプレイ楽曲（リフレ隠し楽曲）として「OverDriveTrain」を提供。
- 『REFLEC BEAT VOLZZA』（2015年10月28日稼働、アーケード）
  - ゲーム内でプレイできる楽曲として「∞=Inftrumental=」（EXIT TUNES楽曲扱い）、「XiNΧ」（96との合作、隠し楽曲）を提供。
  - 2016年2月25日より追加配信のプレイ楽曲（「FLOOR INFECTION」による隠し楽曲）として「For UltraPlayers」を提供。
- 『REFLEC BEAT VOLZZA 2』（2016年3月24日稼働、アーケード）
  - ゲーム内でプレイできる楽曲として「Black or Red?」（「コスモドライバー join. shully & Nimo」名義でヒゲドライバーとの合作）を提供。

### jubeat
- 『jubeat plus』（iOS/Xperia/Kindle Fire）
  - 2013年11月29日より追加配信の有料コンセプトパック「EXIT TUNES pack vol.3」のプレイ楽曲の1曲として「ラクガキスト」を提供（EXIT TUNES楽曲扱い）、および同曲のジャケットイラストを担当。
  - 2015年10月23日より追加配信の有料コンセプトパック「cosMo@暴走P pack」のプレイ楽曲として「0=Xerostrumental=」「バンブーソード・ガール」「Anti the∞HOLiC」「∞=Inftrumental=」の4曲を提供（EXIT TUNES楽曲扱い）[41]。
- 『jubeat saucer fulfill』（2014年3月3日稼働、アーケード）
  - 2014年3月20日より追加配信のプレイ楽曲（隠し楽曲）として「ラクガキスト」を提供（EXIT TUNES楽曲扱い）、および同曲のジャケットイラストを担当。
  - 2014年6月26日より追加配信のプレイ楽曲として「バンブーソード・ガール」を提供（EXIT TUNES楽曲扱い）、および同曲のジャケットイラストを担当[30]。
- 『jubeat Qubell』（2016年3月30日稼働、アーケード）
  - ゲーム内でプレイできる楽曲（隠し楽曲）として「僕は空気が嫁ない」を提供（EXIT TUNES楽曲扱い）、および同曲のジャケットイラストを担当。

jubeat festo
- Hopeful Frontier!!! / cosMo@暴走P - The 8th KAC個人部門チャンピオン伝導対象曲。同シリーズ初出の楽曲だが伝導可能となっている
- デンノウス・キルズ / cosMo@暴走P feat.初音ミク

### GITADORA
- 『GITADORA OverDrive』（2014年3月5日稼働、アーケード）
  - ゲーム内でプレイできる楽曲（Music Factory隠し曲）として「家出少年と迷子少女」を提供、および同曲のジャケットイラスト・PVを担当。
  - 2014年6月26日より追加配信のプレイ楽曲として「バンブーソード・ガール」を提供（EXIT TUNES楽曲扱い）、および同曲のジャケットイラスト・PVを担当[30]。
- 『GITADORA（アプリ）』（iOS/Android）
  - 2014年3月5日より、『GITADORA OverDrive』にて上記「家出少年と迷子少女」を一度プレーすることによって、ゲーム内でプレイできる楽曲としてアンロック可能になる。
- 『GITADORA Tri-Boost』（2015年4月21日稼働、アーケード）
  - 2015年5月27日より追加配信のプレイ楽曲（隠し楽曲）として「ディストピア・ロックヒーロー」を提供（EXIT TUNES楽曲扱い）、および同曲のジャケットイラストを担当。2ステージ分扱いのロングバージョンでの収録となっている。
  - 2016年1月13日より追加配信のプレイ楽曲（隠し楽曲）として「京」を提供（96および肥塚良彦との合作）[42]。
  - 2016年8月24日より追加配信のプレイ楽曲（隠し楽曲）として「垓」を提供（96および肥塚良彦との合作）。

### pop'n music
- 『ポップン リズミン』（iOS）
  - 2014年4月3日より追加配信の有料コンセプトパック「EXIT TUNESパック4」のプレイ楽曲の1曲として「ラクガキスト」を提供（EXIT TUNES楽曲扱い）、および同曲のジャケットイラストを担当。
  - 2014年6月26日より追加配信の有料コンセプトパック「GUMI 5th Anniversary party パック」のプレイ楽曲の1曲として「バンブーソード・ガール」を提供（EXIT TUNES楽曲扱い）、および同曲のジャケットイラストを担当[30]。
- 『pop'n music ラピストリア』（2014年6月25日稼働、アーケード）
  - 2014年6月26日より追加配信のプレイ楽曲として「バンブーソード・ガール」を提供（EXIT TUNES楽曲扱い）、および同曲のジャケットイラストを担当[30]。
- 『pop'n music éclale』（2015年11月26日稼働、アーケード）
  - 2016年6月2日より追加配信のプレイ楽曲（隠し楽曲）として「cosMo@暴走Ultimate」名義で「MADSPEED狂信道」を提供[43]。
- 『pop'n music 解明リドルズ』（2020年12月7日稼働、アーケード）
  - 2021年11月25日より追加配信のプレイ楽曲（隠し楽曲）として「cosMo@暴走P」名義で「彼岸花」を提供
- 『pop'n music Jam&Fizz』（2024年9月25日稼働、アーケード）
  - 2025年4月17日より追加配信のプレイ楽曲（隠し楽曲）として「cosMo@暴走P」名義で「ホットドッグドカぐいレース‼︎‼︎」を提供

### DanceDanceRevolution
- 『DanceDanceRevolution (2014)』（2014年5月12日稼働、アーケード）
  - 2014年6月19日より追加配信のプレイ楽曲として「ラクガキスト」を提供（EXIT TUNES楽曲扱い）、および同曲のジャケットイラスト・PVを担当[30]。
  - 2014年6月26日より追加配信のプレイ楽曲として「バンブーソード・ガール」を提供（EXIT TUNES楽曲扱い）、および同曲のジャケットイラスト・PVを担当[30]。

### beatmania IIDX
- 『beatmania IIDX 21 SPADA』（2013年11月13日稼働、アーケード）
  - 2014年6月26日より追加配信のプレイ楽曲として「バンブーソード・ガール」を提供（EXIT TUNES楽曲扱い）、および同曲のPVを担当[30]。
- 『beatmania IIDX 22 PENDUAL』（2014年9月17日稼働、アーケード）
  - ゲーム内でプレイできる楽曲として「Monopole.」を提供。
- 『beatmania IIDX 23 copula』（2015年11月11日稼働、アーケード）
  - ゲーム内でプレイできる楽曲として「朝焼けから始まるボクらの小さな旅」を提供。

### ノスタルジア
ノスタルジア FORTE
- Miroir Riorim / cosMo@暴走P - MISSION BINGO解禁曲。4 Lines成立で解禁

ノスタルジア Op.2
- Last Twilight / cosMo@暴走P

### ミライダガッキ
- 『ミライダガッキ Ver.2』（2013年12月18日稼働、アーケード）
  - ゲーム内でプレイできる楽曲として「エスケープ・フロム・ディストピア」と、「黒猫アンティーク」名義で「HΨ=世界創造=EΨ」を提供（EXIT TUNES楽曲扱い）、および同2曲のジャケットイラストを担当。

### BeatStream
- 『BeatStream』（2014年7月17日稼働、アーケード）
  - ゲーム内でプレイできる楽曲として「ラクガキスト」と、「黒猫アンティーク」名義で「HΨ=世界創造=EΨ」を提供（EXIT TUNES楽曲扱い）、および同2曲のジャケットイラスト・PVを担当[44]。
    - 2014年7月24日より追加配信のプレイ楽曲として「バンブーソード・ガール」を提供（EXIT TUNES楽曲扱い）、および同曲のジャケットイラスト・PVを担当。
    - 2014年11月13日より追加配信のプレイ楽曲として「僕は空気が嫁ない」を提供（EXIT TUNES楽曲扱い）、および同曲のジャケットイラスト・PVを担当。
    - 2015年7月23日より追加配信のプレイ楽曲として『えとたま』のキャラクターソングからの1曲「激凸!?ウリティ☆ウリリズム」を提供。
    - 2015年8月27日より追加配信のプレイ楽曲として「0」を提供（EXIT TUNES楽曲扱い）。
    - 2015年9月3日より追加配信のプレイ楽曲として「家出少年と迷子少女」を提供（EXIT TUNES楽曲扱い）、および同曲のジャケットイラスト・PVを担当。

### MÚSECA
- 『MÚSECA』（2015年12月10日稼働、アーケード）
  - ゲーム内でプレイできる楽曲として「僕は空気が嫁ない」を提供（EXIT TUNES楽曲扱い）、および同曲のジャケットイラストを担当[45]。
  - 『MÚSECA 1+1/2』（2016年7月27日稼働、アーケード）
  - 2016年xx月xx日より追加配信のプレイ楽曲として「こすも8bit」名義で「Red＋White＝Kawaii」を提供[46]。

### Miku Flick-ミクフリック-
- 『Miku Flick』（2012年3月9日配信開始、iOS）
  - ゲーム内でプレイできる楽曲（隠し楽曲）として「初音ミクの消失」を提供。
- 『Miku Flick/02』（2012年8月10日配信開始、iOS）
  - ゲーム内でプレイできる楽曲（隠し楽曲）として「初音ミクの激唱」を提供。

### project 575
- 『うた詠み575』（2013年7月26日配信開始、iOS）
  - 音階に沿って五・七・五形式でコトバを入力して歌を作り共有できるコミュニケーションツール。レベルアンロック楽曲として書き下ろし新曲「Go! sHicHi! Go!」を提供[47]。
- 『うた組み575』（2014年1月23日発売、PlayStation Vita）
  - リズムゲーム＋コトバパズル。ゲーム内でプレイできる楽曲（隠し楽曲）として「Go! sHicHi! Go!」を提供[48]。

### うたシュー!
- 『うたシュー! feat.flower』（2014年7月23日配信、Android / 2014年7月30日配信、iOS）
  - 追加課金で購入できるプレイ楽曲として「シャノワールの冒険書」を提供。更に何でもありな譜面とBPMの【ヤミナベ!!!しゅわ】も追加。

### チュウニズム
- 『CHUNITHM -チュウニズム-』（2015年7月16日稼働、アーケード)
  - 2015年12月3日より追加配信のプレイ楽曲（隠し曲）として「エンドマークに希望と涙を添えて」を提供[49]。
- 『CHUNITHM AIR -チュウニズム エアー-』（2016年8月25日稼働、アーケード）
  - 2016年9月8日より追加配信のプレイ楽曲として「初音ミクの消失」を提供[50]。
  - 2017年10月13日より第4回天下一音ゲー祭の先行配信曲として「cosMo vs dj TAKA」（dj TAKAとの合作）名義で「極圏」を提供。
- 『CHUNITHM PARADISE LOST -チュウニズム パラダイスロスト-』（2021年5月13日稼働、アーケード）
  - 2021年8月5日より追加配信のプレイ楽曲（隠し曲）として「アポカリプスに反逆の焔を焚べろ」を提供[51]。
- 『CHUNITHM NEW!! -チュウニズム ニュー!!-』（2021年11月4日稼働、アーケード）
  - 2021年11月4日より追加配信のプレイ楽曲として「蜘蛛の糸」をきくおとともに提供。[52]
- 「KING of Performai The 5th」（2024年2月25日開催、公式大会）　
  - 「ラストピースに祝福と栄光を」を決勝曲として提供した。一般解禁は2月29日から。[53]

### maimai
- 『maimai PiNK』（2015年12月9日稼働、アーケード）
  - ゲーム内でプレイできる楽曲として「初音ミクの消失」を提供[54]。
- 『maimai MURASAKi』（2016年12月15日稼働、アーケード）
  - 追加配信のプレイ楽曲（隠し曲）として「ねぇ、壊れタ人形ハ何処へ棄テらレるノ？」を提供。
- 『maimai MiLK PLUS』（2018年6月21日稼働、アーケード）
  - 2018年12月12日[55]、JAIA加盟店設置の筐体に「cosMo vs dj TAKA」（dj TAKAとの合作）名義で「極圏」を先行配信（その他第4回天下一音ゲー祭の交換対象曲と『CHUNITHM』から1曲が移植された）。
- 『maimai でらっくす』（2019年7月11日稼働、アーケード）
  - 追加配信のプレイ楽曲（隠し曲）として「アポカリプスに反逆の焔を焚べろ」を提供。

### Caligula
- 『Caligula -カリギュラ-』（フリュー、2016年6月23日発売、PlayStation Vita、コンピュータRPG）
  - 作中に使用される挿入歌のひとつとして「Distorted † Happiness」を提供。
- 『Caligula 2』(フリュー、2021年6月24日発売、PlayStation 4、Nintendo Switch)
  - 作中に使用される挿入歌のひとつとして「xxxx_xx_xx」を提供。

### オンゲキ
- 『オンゲキ』（2018年7月26日稼働、アーケード）
  - 2018年8月9日より追加楽曲として「初音ミクの激唱」を提供。
  - 追加配信のプレイ楽曲として「エンドマークに希望と涙を添えて」を提供。
- 『オンゲキ PLUS』（2019年2月7日稼働、アーケード）
  - 2019年3月7日より追加配信のプレイ楽曲として「初音ミクの消失」を提供。
- 『オンゲキ SUMMER PLUS』（2020年2月20日稼働、アーケード）
  - 追加配信のプレイ楽曲（隠し曲）として「ヒトリボッチサテライト」を提供。

### GROOVE COASTER
- 『グルーヴコースター』シリーズ（タイトー）
- 『GROOVE COASTER 3 LINK FEVER』（2016年3月10日稼働、アーケード）
  - 2016年7月21日より追加配信のプレイ楽曲として「初音ミクの消失」を提供[56]。
- 『GROOVE COASTER 3EX DREAM PARTY』（2017年3月16日稼働、アーケード）
  - 2017年10月13日より第4回天下一音ゲー祭の先行配信曲として「cosMo vs dj TAKA」（dj TAKAとの合作）名義で「極圏」を提供。

### その他
- 『Deemo』（Rayark、iOS・Android）
  - 2016年1月21日よりver.2.2追加配信のプレイ楽曲として「Oceanus」を提供。
- 『Megpoid the Music#』（パラフレ（アスガルド）、2013年3月28日発売、PlayStation Portable）
  - ゲーム内でプレイできる楽曲として「ディストピア・ジパング」を提供。
- ミラクル・スイート・スイーツ・マジック！！ / 日向美ビタースイーツ♪ -BEMANIシリーズ5機種に収録されているひなビタ♪山形まり花歌唱の楽曲。cosMoは作詞作曲を担当
- 『Arcaea』　(lowiro、iOS・Android）
  - 2023年3月23日よりver.4.4.0追加配信のプレイ『ArcaeaⅹCHUNITHMコラボ　第3弾』楽曲として「蜘蛛の糸」を提供。[57]
  - 2023年8月28日よりver.4.7.0追加配信のプレイ楽曲として「Rise of the World」を提供。[58]

### SOUND VOLTEXシリーズでcosMoが担当したエフェクト(制作譜面)
- ０=Xerostrumental=
- Anti the∞HOLiC
- Zero-Day Exploit
- 極圏
- bass 2 bass (Tracy vs. Astronomical Remix)
- BlueMoon Princess
- Divine's or Deal
- ΣmbryØ (七色Method ＆ PHQUASEとの共作)
- Gamerz FestivaL
- GERBERA-For Finalists-
- Narcissus At Oasis -影虎。 style-
- New Game feat.Mayumi Morinaga
- Royal Action
- Royal Judgement
- Second Heaven GravityPfArrange
- SprrRush!!
- Twilight ∞ nighT
- ボーイミーツ・ブルー
- けもののおうじゃ★めうめう
- 湖底遺跡のヴィダー・ハル
- 壊Rave*it!! 壊Rave*it!!
- ミラクル・スイート・スイーツ・マジック！！
- ぱあ
- サイコパスラビット
- 逆月
- 雪月花 (Shiron & Sound Artz Remix)
- 誰が為に兎は舞う＝狂速狂騒曲＝
- 50th Memorial Songs -Flagship medley-
- Six String Proof (電撃ロブスターとの共作)
- THE凸GENERATOR
- ハレ晴レユカイ
- 革命パッショネイト
- θコトノハθカプセルθ
- もってけ！セーラーふく
- 無魎大数
- 消失(Hommarju Remix)

## 出演イベント
- 2012年05月06日 - EXIT TUNES ACADEMY -EXIT TUNES 10th ANNIVERSARY SPECIAL-
- 2013年01月27日 - EXIT TUNES ACADEMY@0127 Zepp Tokyo
- 2013年02月17日 - EXIT TUNES ACADEMY@0217 Zepp Tokyo
- 2013年04月07日 - EXIT TUNES ACADEMY -EXIT TUNES 11th ANNIVERSARY SPECIAL-
- 2013年05月10日 - EXIT TUNES ACADEMY
- 2014年12月20日 - EXIT TUNES DANCE PARTY
- 2017年11月11日 - EDP×SOUND VOLTEX FLOOR ANTHEM 2017 私立ボルテ学園 アルティメットガクエンサイ!